# 裏切りは僕の名前を知っている O.S.T.2
『裏切りは僕の名前を知っている O.S.T.2 』は、テレビアニメ『裏切りは僕の名前を知っている』の2ndサウンドトラック。2010年9月8日にFlyingDogより発売された。

## 概要
後期のBGMを収録されている全23曲のうちは海田庄吾が制作を担当。また、Rayflowerが歌う主題歌の『イニシエ』と『絆』両曲のTVサイズ・バージョンを収録。全25曲。

## 曲目リスト
1. Last Valse <転生幻想曲> [5:35]
2. イニシエ（TV version） [1:31]
3. 犠牲と代償 [2:43]
4. あの空の下で [1:52]
5. operations [2:36]
6. a lament [4:46]
7. ラジエルの鍵 [3:16]
8. perplex:confuse:delude [2:15]
9. きみがいるから [1:34]
10. 祈り [3:05]
11. Rest for a moment [2:36]
12. この時よ永遠に [1:29]
13. essentiality [2:59]
14. Ballade <願い> [2:23]
15. distress <復讐の戒めの手> [5:52]
16. enemy <運命の皮肉> [2:30]
17. ensemble for the Warriors～絆～ [2:51]
18. 魔導書～グリムワール～ [3:18]
19. in the darkness [2:41]
20. Opast:インフェルヌス [3:13]
21. 悪魔召喚士～祗王泠呀 [2:24]
22. battle ability of Zweilt [3:37]
23. a Lost <哀しみよ、今は眠れ…> [5:04]
24. the courage～勇気～ [3:36]
25. 絆（TV version） [1:31]